# لوما خيشومية
لوما خيشومية (الاسم العلمي:Loma branchialis) هي نوع من الفطريات تتبع جنس فطر اللوما من فصيلة الغلوغية.